# Xercès Louis
Xercès Louis (* 31. Oktober 1926 in Sainte-Marie auf Martinique; † 6. März 1978) war ein französischer Fußballspieler und -trainer.

## Spielerlaufbahn

### Im Verein
Für den Fußball entdeckt wurde der junge Xercès Louis im französischen Kolonialgebiet in Nordafrika, wohin er schon als Kind emigriert war. Nach Festlandsfrankreich holte ihn Anfang der 1940er Jahre der Verein Lyon OU. Ob der meist auf der Außen- oder Mittelläuferposition spielende Kreole in der Saison 1945/46, der ersten offiziellen Meisterschaftssaison nach Krieg und Besetzung, an deren Ende der Klub in die Division 2 abstieg, zu Erstligaeinsätzen kam, ist nicht festzustellen. Er blieb aber bis 1949 bei LOU; dann unterschrieb er einen Profivertrag bei Racing Lens.
Bei den Nordfranzosen entwickelte Louis seine Qualitäten, zu denen insbesondere Wendigkeit, Kopfball- und Schussstärke zählten; außerdem galt er als elegant und balltechnisch stark und war links wie rechts einsetzbar. Auch wenn Racing bis 1954 bestenfalls obere Mittelfeldplätze in den Abschlusstabellen der Division 1 belegte, machte der Spieler bereits den Nationaltrainer auf sich aufmerksam (siehe unten). In den folgenden drei Jahren entwickelte sich in Lens eine Spitzenmannschaft, deren Gesicht neben Xercès Louis vor allem Maryan Wisnieski, der Schwede Egon Jönsson, Michel Stievenard, Erich Habitzl und Jean Templin prägten: 1954/55 wurde man Dritter, in den beiden anschließenden Spielzeiten sogar Vizemeister, 1955/56 mit nur einem Punkt Rückstand auf OGC Nizza.
Dennoch tauschte Louis nach acht Jahren (1957) den Norden gegen den milderen Südwesten ein, wo sich Zweitligist Girondins Bordeaux seine Dienste sicherte. 1959 gelang den Girondins der Aufstieg ins fußballerische Oberhaus, das die Elf aber schon 1960 – als Tabellenschlusslicht – wieder verlassen musste. Daraufhin beendete der 33-Jährige seine Profilaufbahn.

#### Stationen
- Lyon Olympique Universitaire (bis 1949; nur 1945/46 in D1)
- Racing Club de Lens (1949–1957)
- Girondins de Bordeaux (1957–1960; nur 1959/60 in D1)

### In der Nationalmannschaft
Zwischen Oktober 1954 und November 1956 bestritt Xercès Louis 12 A-Länderspiele (kein Tor) mit der Équipe tricolore, acht davon in einem Team mit dem „großen Kopa“. Er gehörte bereits zum französischen Aufgebot bei der Weltmeisterschaft 1954, kam allerdings in der Schweiz nicht zum Einsatz. Sein Debüt folgte aber gleich anschließend, nämlich beim 3:1-Sieg der Bleus gegen den frischgebackenen Weltmeister Westdeutschland in Hannover. Auch sein letztes Länderspiel zählt zu den Sternstunden der französischen Nationalelf: in der WM-Qualifikation 1958 besiegte sie „Angstgegner“ Belgien mit 6:3.
Louis’ Pech war, dass Nationaltrainer Batteux ab Ende 1956 für die Positionen, auf denen der vielseitig verwendbare Lensois zuvor gespielt hatte, andere personelle Vorstellungen besaß: in der Verteidigung waren bei ihm Kaelbel und Kapitän Marche, in der Läuferreihe Penverne, Jonquet und Marcel gesetzt.

## Leben nach der Zeit als Spieler
Xercès Louis hat anschließend als Trainer gearbeitet, unter anderem bei den südfranzösischen Amateurklubs UMS Montélimar und SO Mazamet. Er starb am 6. März 1978 bei einem Autounfall. Zumindest wurde ihm in Lens posthum ein Denkmal gesetzt: die Gegentribüne des Stade Félix-Bollaert, wo die treuesten Fans des Racing Club ihren Platz haben, trägt heute seinen Namen.

## Palmarès
- Französischer Meisterschaft: Vizemeister 1956, 1957
- 12 A-Länderspiele für Frankreich
- 281 Spiele und 22 Treffer in der Division 1, davon 259/20 für Lens und 22/2 für Bordeaux[6]